# Khata
Pour les articles homonymes, voir Kata (homonymie).
Ne doit pas être confondu avec Hada.

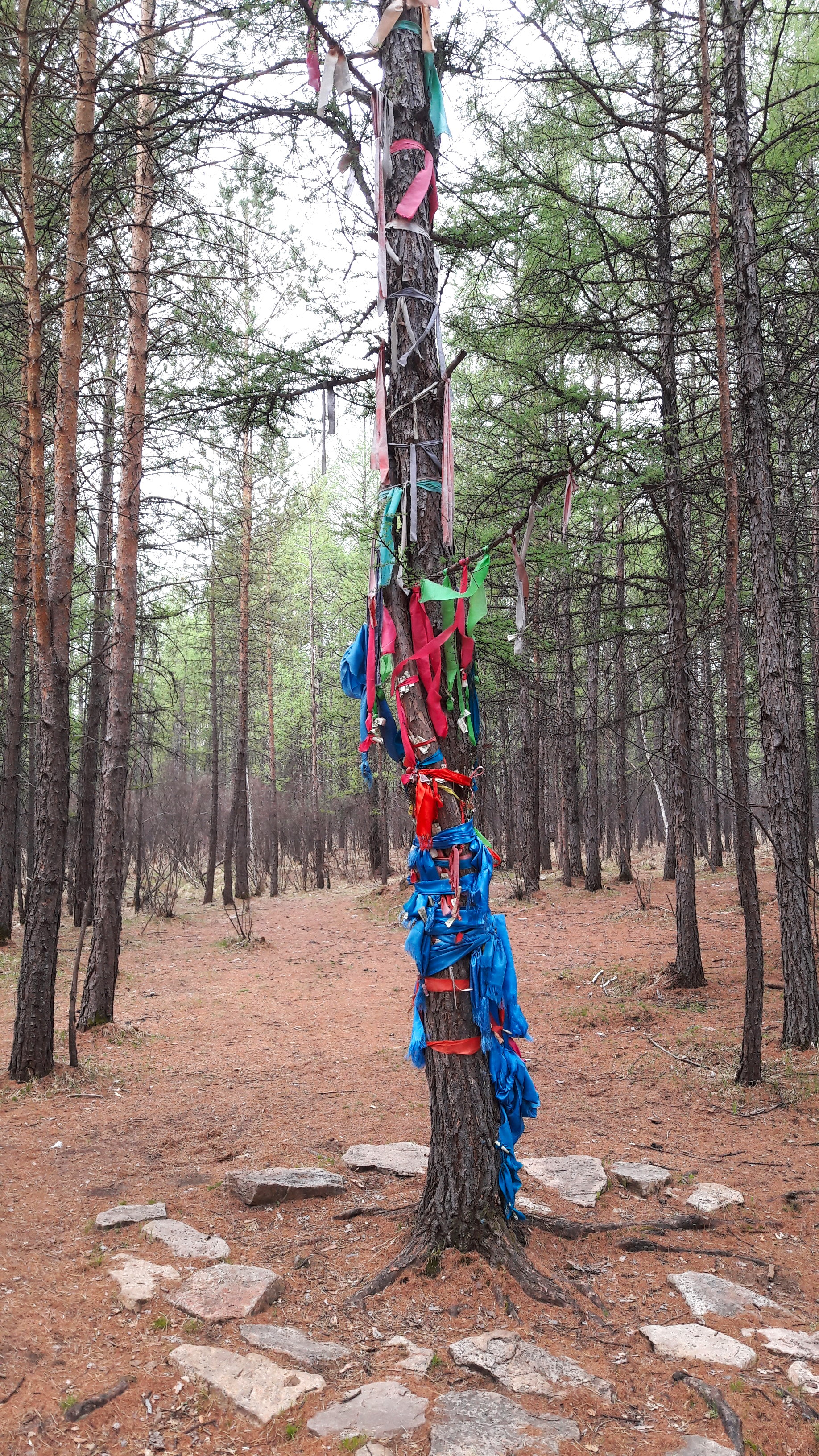
Khadaks autour d'un arbre-esprit chez les Evenks de Hulunbuir, en Mongolie-Intérieure.

Khata (tibétain : ཁ་བཏགས, Wylie : kha btags, THL : kha tak ་; transcription du chinois : 哈达 ; pinyin : hādá ou népalais : खदा (khada), du mongol : ᠬᠠᠳᠠᠭ, VPMC : qadaɣ, cyrillique : хадаг, MNS : khadag, parfois traduit en khadaque) est un mot tibétain désignant une écharpe de prière traditionnellement en soie blanche, ou en coton, souvent offerte à un lama à l'issue d'un rituel. Elle est aussi offerte aux esprits chez les Mongols, Toungouses et Turcs (tengrisme), ainsi que chez les Tibétains (bön). Par syncrétisme, elle est utilisée par les Mongols et les Tibétains dans leur forme de bouddhisme vajrayana généralement appelée bouddhisme tibétain. Elle symbolise la pureté, la bienveillance, le bon présage et la compassion. Elle est d'ordinaire en soie et parfois en coton ou en nylon.

## Origine du nom

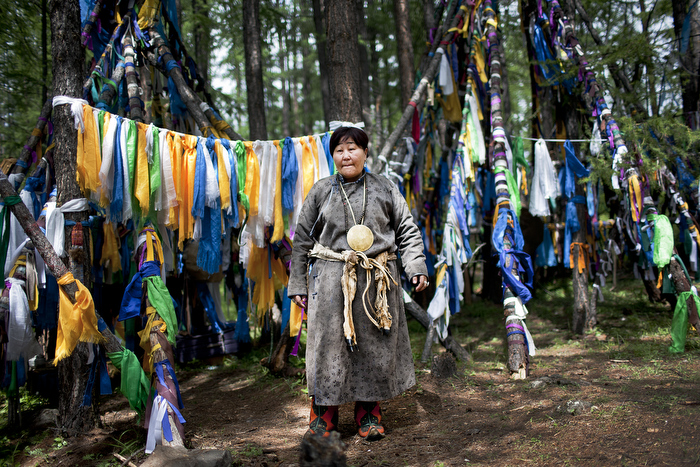
Chaman tengriste et ses ovoos comportant de nombreux khadags, en Mongolie.

La définition du Dictionnaire étymologie des termes étrangers du mongol, d'O. Sukhbaatar, donne le terme tibétain signifiant « couleur » comme langue source de ce terme en mongol :
- « ХАДАГ тө. kha dog; мо.б. qadaγ; "өнгө"; »[3],[4].

La traduction de cette définition est :
- « Khadag Tibétain Kha dog ; Mongol bichig qaday ; « couleur » ».

## Symbolisme des couleurs
Les khatas tibétaines sont généralement blanches, symbolisant le cœur pur du donateur, mais l'on en trouve également de couleur jaune or. Elles peuvent alors comporter les huit symboles auspicieux.
Les khadags mongoles et toungouses sont d'ordinaire bleues, symbolisant le ciel (tengri), dieu du tengrisme, mais on peut également en trouver en blanc, rouge, vert ou jaune. Elles comportent souvent le caractère chinois shou en version ronde signifiant longévité, les huit symboles auspicieux, en particulier le nœud sans fin ou quelques-uns de ces symboles.
Ces mêmes couleurs sont utilisées sur les drapeaux de prière tibétains, en particulier dans les régions de culture tibétaine de la Préfecture autonome tibétaine et qiang d'Aba, dans la province du Sichuan. Elle correspondent également au cinq couleurs du drapeau bouddhique.
Dans le chamanisme coréen, on retrouve ces couleurs, en particulier sur les vêtements des chamanes. Elles représentent les cinq éléments que l'on retrouve également dans le taoïsme. On les retrouve également dans les robes de mariages, ainsi que dans les patchworks d'étoffes fabriqués par les jeunes filles, et dans différents autres éléments de la culture coréenne.

## Usages
Une khata est une écharpe de prière traditionnellement en soie blanche, ou en coton, souvent offerte à un lama à l'issue d'un rituel.
La khata, ou « écharpe de félicité » en français, se remet à diverses occasions.
Elle s'offre à un hôte à l'occasion d'une fête ; lors de mariages, funérailles, naissances, remises de diplômes ; à l'arrivée et au départ d'invités ; à des personnalités officielles. Les Tibétains accompagnent ce don ordinairement de la formule de salutation tibétaine, « tashi delek » (c'est-à-dire « bons auspices »).

Le 24 mai 1951, lendemain de la signature de l’accord en 17 points, Ngabo Ngawang Jigme (à droite) remet une khata à Mao Zedong (à gauche).
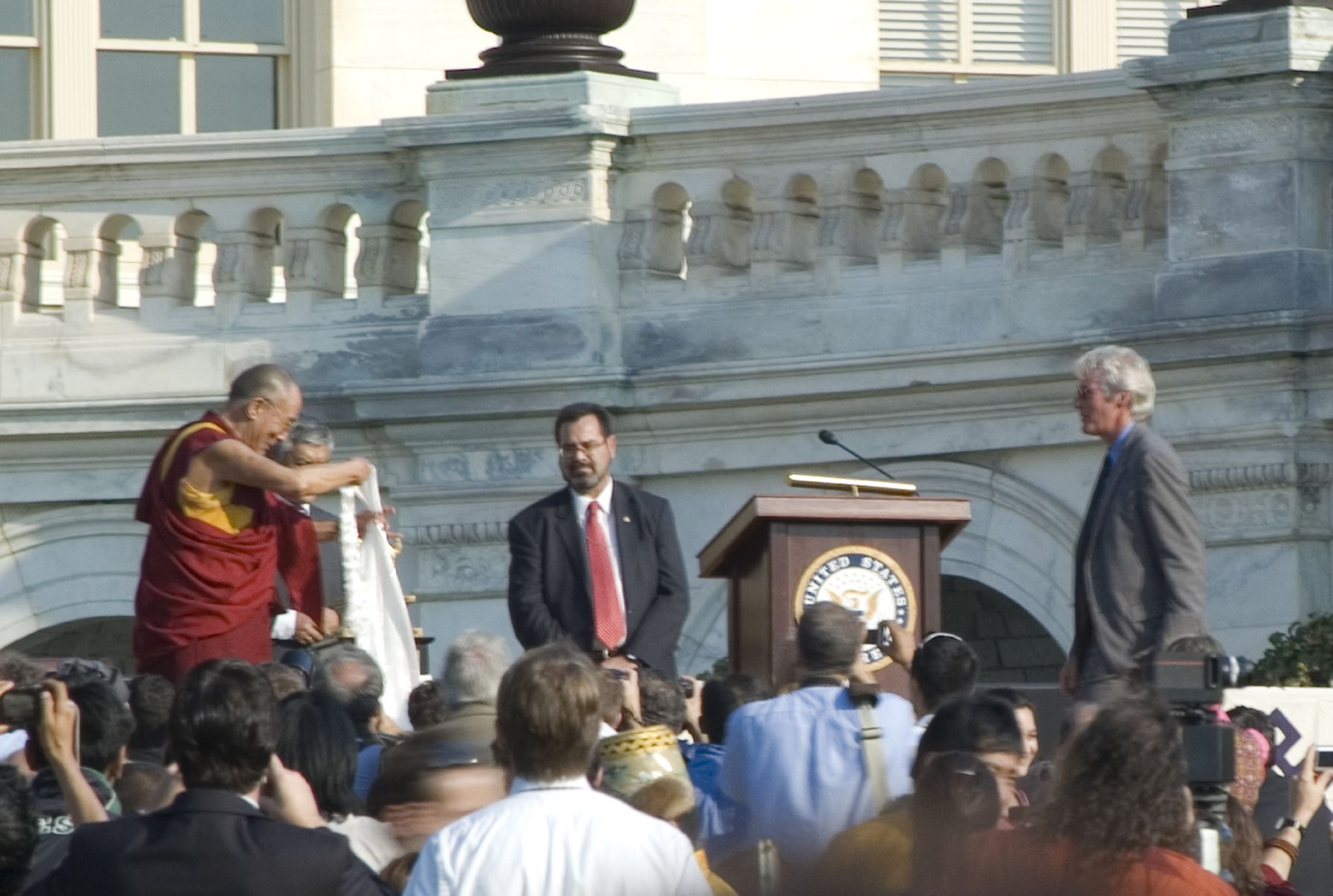
Richard Gere reçoit un khata des mains du 14e dalaï-lama.

Chez les pratiquants du bouddhisme, la khata est offerte à un lama (qui la rend), aux représentations religieuses, notamment les statues du Bouddha. On passe aussi une khata autour du cou d'une personne récemment décédée.
En Mongolie, les khadags sont souvent nouées à des ovoos, des stupas ou des arbres et des rochers particuliers.

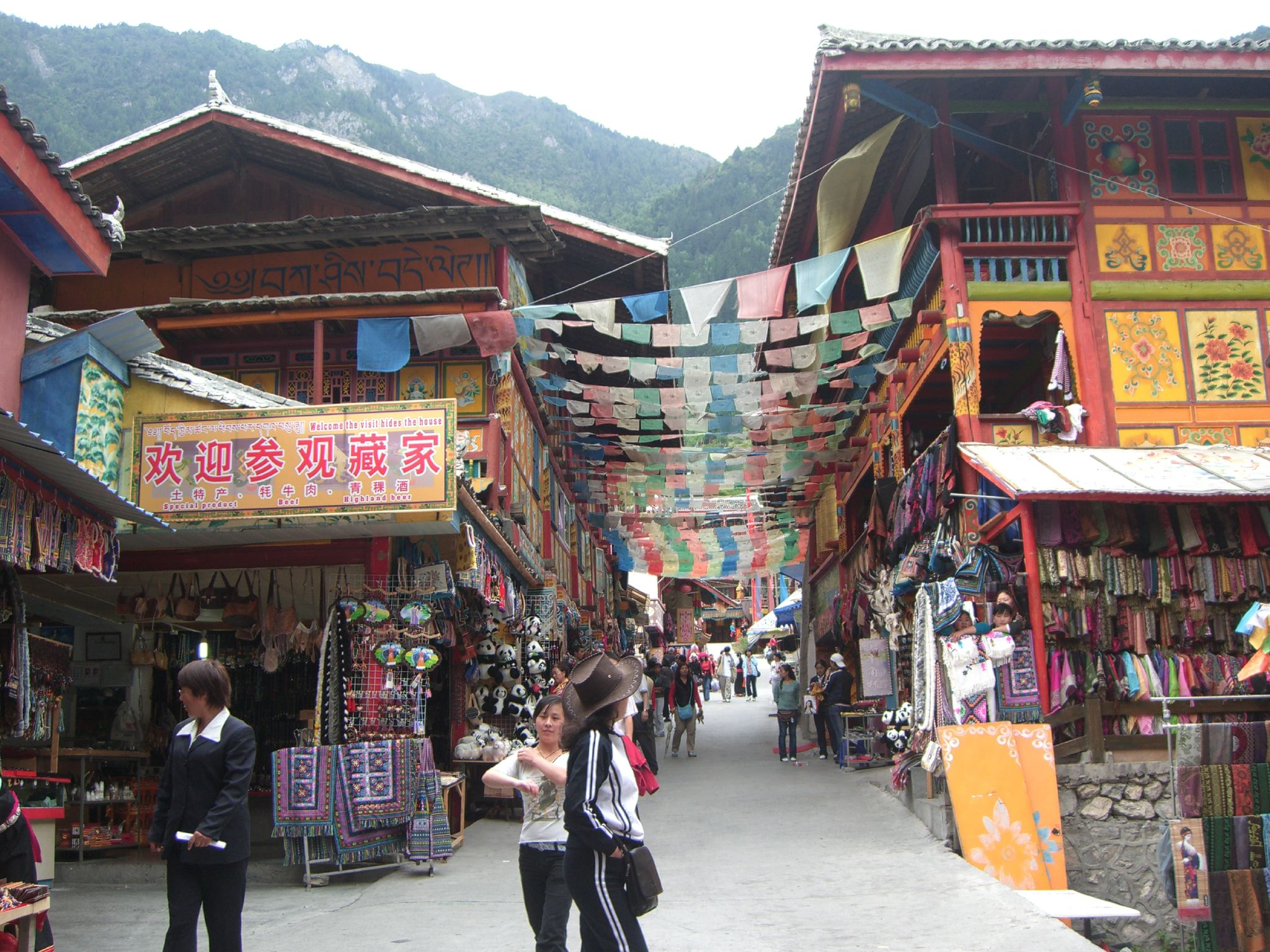
Cinq couleurs des drapeaux de prière dans la province du Sichuan.
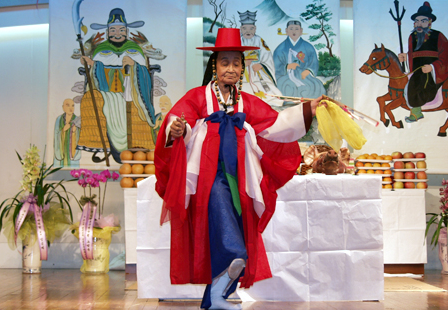
Mudang (femme chamane coréenne), dont le costume comporte des foulards de cinq couleurs.
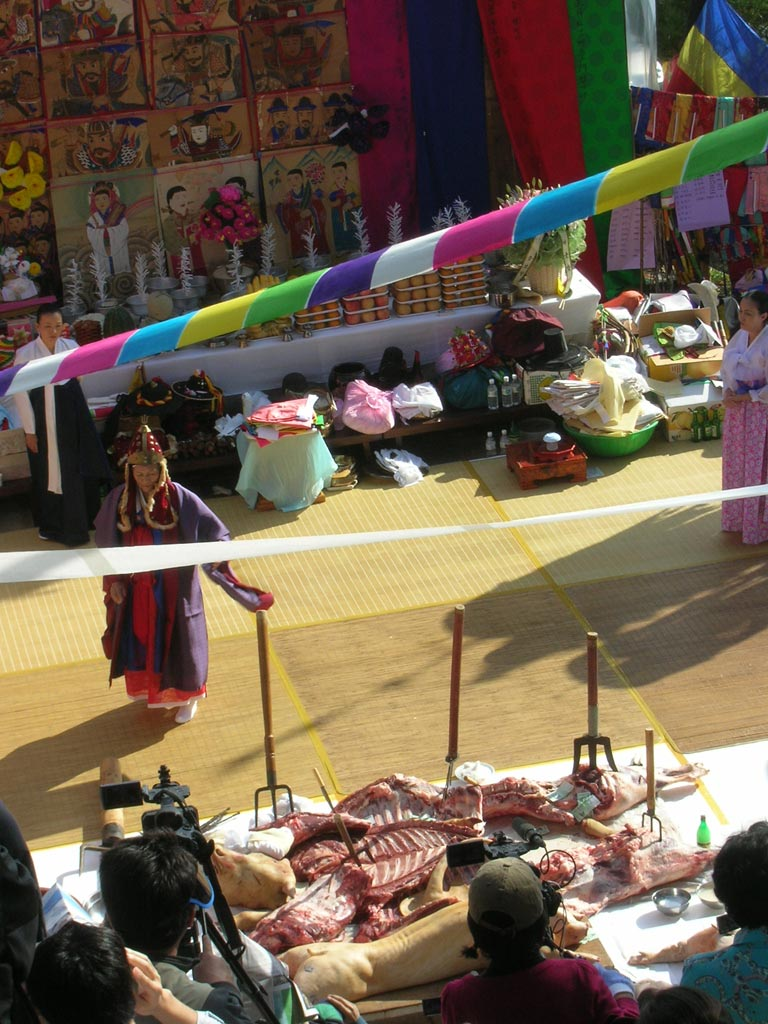
Drapeaux de cinq couleurs chamanistes coréens pendant un gut (en).
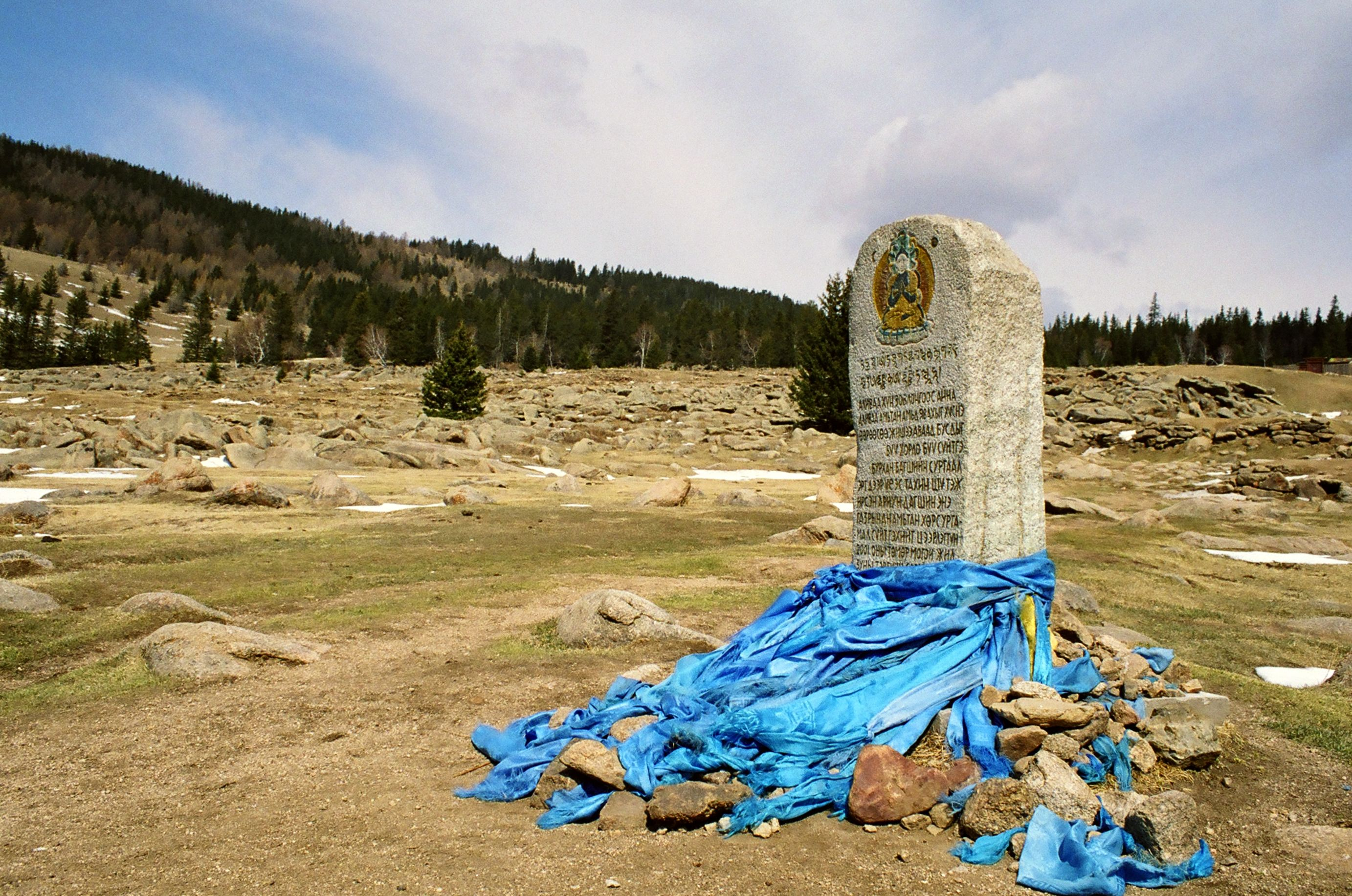
Khadags bleues nouées à une stèle bouddhique de pierre à Manzshir Khiid, en Mongolie.
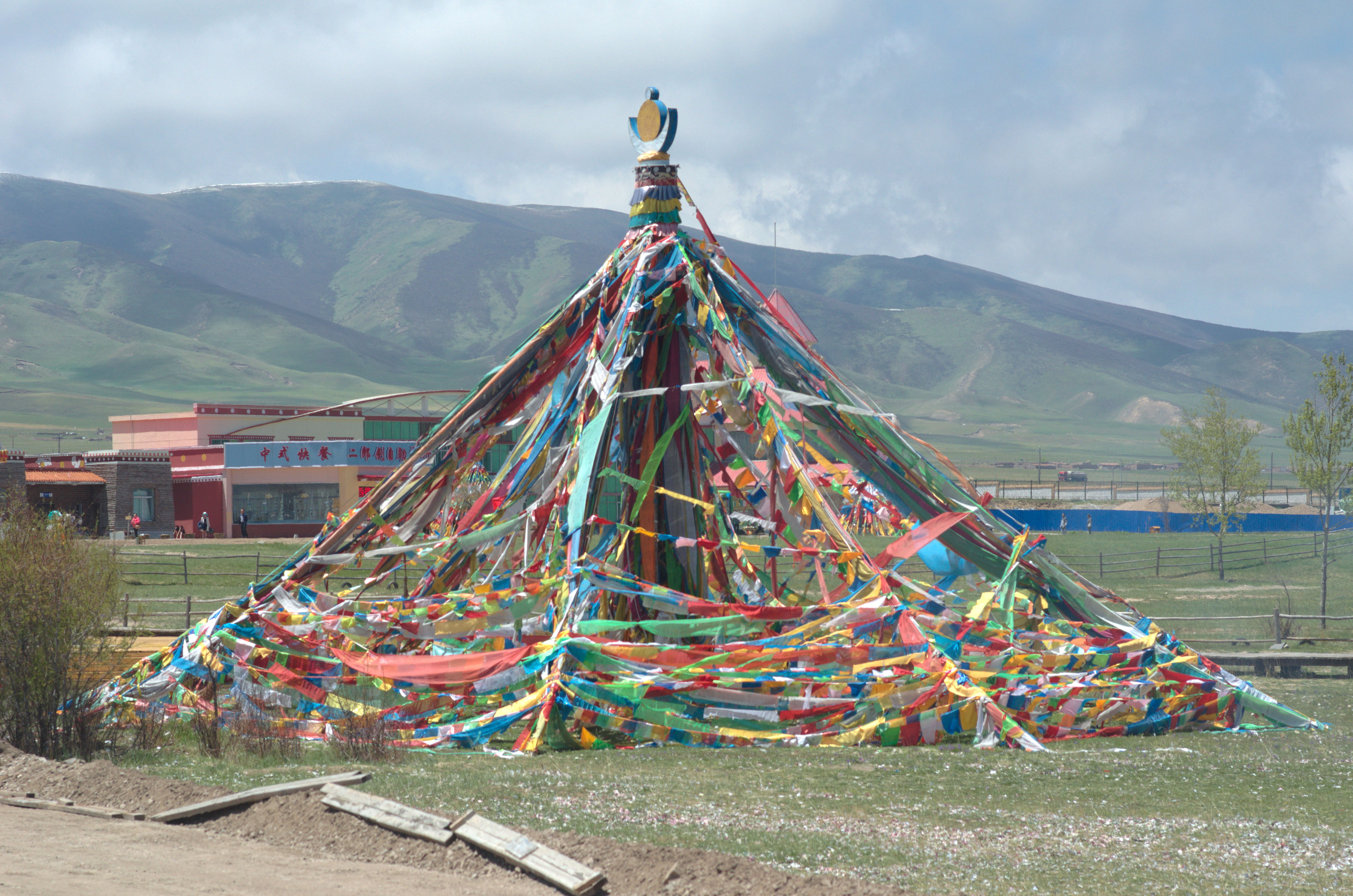
Khadag et drapeaux de prière tous deux de cinq couleurs, attachés à un ovoo mongol au bord du lac Qinghai (khökh nuur en mongol).